# Сражение при Хай-Бридж
Сражение при Хай-Бридж (англ. The Battle of High Bridge) происходило 6—7 апреля 1865 года, в штате Вирджиния, на территории округов Камберленд и Принс-Эдвард. Оно произошло в последнюю неделю гражданской войны в США и было одним из сражений Аппоматтоксской кампании. 6 апреля части армии Конфедерации защищали мосты через реку Аппоматтокс. Федеральная армия не сумела разрушить мосты и перерезать противнику пути отступления.

## Предыстория
Мост хай-Бридж был построен в 1854 году и был для того времени сложным инженерным сооружением. Один из штабных офицеров Мида писал: «Ничто не может удивить сильнее, чем неожиданный вид этого акведука — здесь. в Вирджинии, где общественные работы совершенно неизвестны». Мост имел длину 760 метров (2500 футов) и высоту 38 метров. Это был один из мостов железной дороги «South Side Railroad» на реке Аппоматтокс, он пересекал реку и пойму реки в 6,4 километрах северо-восточнее Фармвиля. Мост был двойным: сверху шли рельсы, под ними — мост для повозок.
6 апреля Северовирджинская армия отступала от Питерсберга на запад в направлении Фармвиля. Один отряд предполагалось отправить северной дорогой, поэтому мост надо было удержать до прохода отряда, а затем уничтожить, чтобы остановить преследующего противника. Джеймс Лонгстрит выделил 1200 кавалеристов генерала Томаса Россера для защиты моста. Федеральный генерал Эдвард Орд (командующий армией Джеймса) отправил на захват моста отряд в 900 человек под командованием Теодора Рида, который служил у Орда начальником штаба. Этот отряд состоял из 123-го огайского пехотного полка и 54-го пенсильванского пехотного полка (обеими командовал подполковник Гораций Келлог) и трёх рот из 4-го массачусетского кавалерийского полка под командованием полковника Френсиса Уашбёрна. Северяне первыми пришли к мосту, отогнали небольшой отряд местного ополчения и заняли южную часть моста.

## Сражение
Южане пришли к мосту в то момент, когда федеральная кавалерия собиралась его поджечь, а пехота стояла в полумиле к югу у фермы Уотсона. Южане спешились и атаковали пехоту в пешем строю. Услышав стрельбу, кавалеристы Уашберна отправились на помощь пехоте и Теодор Рид приказал 4-му массачусетскому атаковать противника верхом. Северяне вломились в ряды бригады Манфорда и смешались с ними в рукопашной свалке. Рид лично вступил в бой с генералом-южанином Джеймсом Дарингом, и Даринг застрелил его, но при этом сам получил тяжёлое ранение, от которого умер 22 апреля. Даринг считается последним генералом Конфедерации, погибшим в Гражданскую войну (Хотя его генеральское звание не было официально утверждено). Уашбёрн тоже получил смертельное ранение. Южане перешли в контратаку и весь федеральный отряд был уничтожен. Южане захватили шесть знамён. Во время этой атаки погиб командир 6-го вирджинского кавполка, полковник Рубин Бостон.
Ночью было решено отправить северной дорогой дивизии Гордона, Махоуна и остатки дивизии Ричарда Андерсона. Они должны были сжечь мост и соединиться с Лонгстритом в Фармвилле. Переправа началась ночью 7 апреля, хотя и с некоторыми задержками. Махоун командовал арьергардом и ему было поручено уничтожить мост, однако и тут образовались некоторые недоразумения и задержки. В результате капитан Уильям Джонсон организовал поджог деревянных частей моста, однако мост горел плохо. В 07:00 с южной стороны подошла дивизия из II федерального корпуса, которой командовал Фрэнсис Бэрлоу. Бэрлоу приказал полковнику Томасу Ливермору спасти горящий мост. 1-я бригада дивизии сумела перейти мост и занять плацдарм на северной стороне. Махоун послал своих людей в атаку, но на помощь Бэрлоу подошла дивизия Майлза и федеральная артиллерия открыла огонь по идущим в атаку южанам. Бэрлоу переправил через реку третью бригаду, и она помогла остановить атаку Махоуна. Махоун приказал отступать.

## Последствия
Бэрлоу захватил на поле боя 18 орудий и несколько сотен винтовок. Но главное — он спас мост, что позволило продолжать преследование Северовирджинской армии и сделало практически неизбежным окружение армии Ли у Аппоматтокса.